# 오산소방서
오산소방서(烏山消防署, Osan Fire Station)는 경기도 오산시를 관할하는 경기도 소방재난본부 산하의 소방서이다.
소방서장은 소방정으로 보한다.

## 연혁
- 1991년 6월 15일: 오산소방서 개서
- 2008년 5월 26일: 화성소방서 분리
- 2019년 11월 18일: 오산소방서 청사 이전(오산시 내삼미동 880)

## 조직
| 소방행정과 - 소방행정팀 - 회계장비팀 | 재난예방과 - 예방대책팀 - 소방민원팀 | 재난대응과 - 대응전략팀 - 구조구급팀 | 소방안전특별점검단 - 화재안전조사팀 - 소방사법팀 | 현장지휘단 - 현장지휘 1팀 - 현장지휘 2팀 - 현장지휘 3팀 |

## 관할센터 및 관할구역
오산소방서는 3개의 119안전센터와 1개의 구조대를 산하에 두고 있다.
| 명칭                 | 사진 | 주소        | 관할구역                                                                  | 지역대 |
| -------------------- | ---- | ----------- | ------------------------------------------------------------------------- | ------ |
| 청학119안전센터      |      | 청학로 55-6 | 궐동·청학동·서동·가수동·오산동                                            |        |
| 원동119안전센터      |      | 경기대로 99 | 누읍동·원동∙고현동∙청호동∙갈곶동∙두곡동∙탑동∙벌음동∙부산동                |        |
| 세교119안전센터      |      | 문헌공로 30 | 서랑동·양산동·지곶동·세교동·외삼미동·내삼미동·금암동·수청동·은계동·가장동 |        |
| 오산소방서 119구조대 |      | 운암로 77   | 경기도 오산시 전역                                                        |        |

## 사건사고
- 씨랜드 청소년수련원 화재 사고 - 현재는 화성소방서의 관할이다.

## 같이 보기
- 대한민국 소방청
- 대한민국의 소방
- 소방관 계급